# 타카하시 루미코
타카하시 루미코(高橋 留美子 다카하시 루미코[*], 1957년 10월 10일~)는 일본의 여성 만화가이다. 《란마 1/2》과 《이누야샤》 등의 작가로 세계적으로 널리 알려져 있다. 루믹 월드(rumic world)는 그녀의 만화 세계를 일컫는 말이며 이 이름이 단편집 등에도 활용되고 있다.

## 이력

### 어린 시절
니가타현 니가타시 출신이다. 니가타대 부속 니가타 소학교와 니가타 중학교, 니가타 현립 니가타 중앙고등학교와 니혼 여자대학 문학부 사학과(史学科)를 졸업했다.

### 데뷔
대학생인 1978년에 〈제멋대로인 녀석들(勝手なやつら)〉이 쇼가쿠칸 신인 코믹 대상 가작에 당선되면서 데뷔하고, 같은 해에 쇼가쿠칸의 만화 잡지 《주간 소년 선데이》에 몇 편의 단편을 게재하였다.

### 중, 장편 연재
그녀는 첫 장편인 《시끌별 녀석들》 로 단숨에 인기 작가가 되었다. 《시끌별 녀석들》을 연재하는 와중 고연령의 독자를 대상으로 하는 러브 코미디인 《메종일각》 (한국명 '도레미 하우스') 를 정기연재, 호러 장르인 《인어 시리즈》와 러브 코미디인 《1파운드의 복음》을 부정기 발표하였다.
《시끌별 녀석들》과 《도레미 하우스》를 완결한 1987년부터는 약 10년을 주기로 장편 《란마 1/2》, 《이누야샤》, 《경계의 린네》, 《MAO》를 《주간 소년 선데이》에 정기연재하고 있다.
《란마 1/2》이 코미디에 중점을 둔 반면 주인공 히구라시 카고메(유가영)가 전국 시대로 타임 슬립하여 반요(인간과 요괴의 혼혈)인 이누야샤를 만나면서 시작되는 《이누야샤》는 액션과 로맨스에 중점을 두었다.

## 수상 및 수훈 경력
- 1978년 - 제2회 쇼가쿠칸 신인 코믹 대상 가작 - 〈제멋대로인 녀석들〉
- 1981년 - 제26회 쇼가쿠칸 만화상 소년 부문 - 《시끌별 녀석들》
- 1987년 - 제18회 성운상 코믹 부문 - 《시끌별 녀석들》
- 2002년 - 제47회 쇼가쿠칸 만화상 소년 부문 - 《이누야샤》
- 2016년 - SF, 판타지 명예의 전당 입성[1]
- 2018년 - 미국 아이즈너상 명예의 전당 입성
- 2020년 - 일본 자수포장 수훈
- 2021년 - 하비상 명예의 전당 입성
- 2023년 - 프랑스 문예공로훈장 3등급 슈발리에

## 작품 목록

### 중,장편 연재작
- 시끌별 녀석들(うる星やつら 우루세이야쓰라[*], 주간 소년 선데이, 1978년 39호~1987년 8호)
- 메종일각(めぞん一刻 메존잇코쿠[*], 빅 코믹 스피릿츠, 1980년 증간호~1987년 19호)
- 인어 시리즈(人魚シリーズ, 주간 소년 선데이(증간), 1984년~)
  - 인어의 숲 (人魚の森)
  - 인어의 상처 (人魚の傷)
  - 야차의 눈동자 (夜叉の瞳)
- 란마 ½(らんま1/2, 주간 소년 선데이, 1987년 36호~1996년 12호)
- 1파운드의 복음(1ポンドの福音, 주간 영 선데이, 1987년~2007년)
- 이누야샤(犬夜叉, 주간 소년 선데이, 1996년 50호~2008년 29호)
- 경계의 린네(境界のRINNE, 주간 소년 선데이, 2009년 21・22호~2018년 3・4호)
- MAO (마오, 주간 소년 선데이, 2019년 23호~)

### 단편집
- 루믹 월드(るーみっくわーるど)
- 1 or W1994년）
- P의 비극(Pの悲劇, 1994년)
- 전무의 개(専務の犬, 1999년)
- 붉은 꽃다발(赤い花束, 2005년)
- 운명의 새(運命の鳥, 2011년)
- 거울이 왔다(鏡が来た, 2015년)